# Inmigración chilena en Canadá
Los chileno-canadienses son ciudadanos canadienses de ascendencia chilena o nacidos en Chile que residen en Canadá. Según el Censo de 2011 hubo 38.140 canadienses que afirmaban tener ascendencia chilena total o parcial. La primera gran oleada de chilenos que llegaron a Canadá comenzó en la segunda mitad del siglo XX. Esta ola fue también la primera gran ola de inmigrantes de América Latina en Canadá y la tercera ola latinoamericana en ese país (aunque las dos anteriores eran más pequeñas). En la actualidad la comunidad de expatriados chilenos residentes en Canadá es la cuarta diáspora chilena más numerosa. 

## Historia
Después del golpe de Estado llevada a cabo por el General Augusto Pinochet el 11 de septiembre de 1973 en Chile, que derrocó al gobierno electo de Salvador Allende y estableció una dictadura militar, un número significativo de chilenos emigraron a Canadá a principios de 1974 en calidad de exiliados políticos, con todos los beneficios que el gobierno canadiense les otorgaba bajo esa condición. Esta migración duró hasta fines de los años 1980, al entregar Pinochet el poder en 1990.
Aunque el gobierno canadiense rechazaba a estos refugiados políticos, la población canadiense en general tuvo una mayor aceptación de ese grupo. Grupos eclesiásticos, como la Canadian Council of Churches, y las organizaciones de ciudadanos formadas espontáneamente, ayudaron a los refugiados en el ingreso y liquidación del país. No toda la población apoyó a los recién llegados, sin embargo. Pequeñas manifestaciones se desarrollaron en rechazo a los inmigrantes chilenos, etiquetándolos de marxistas, y apoyar el golpe de Estado en Chile que rompió con el gobierno socialista, su sustitución por un gobierno capitalista.

## Legado
La consecuencia más importante de la llegada de los refugiados chilenos en el país fue la fundación de organizaciones cuyo objetivo es ayudar a la creciente comunidad de latinoamericanos residentes. Según los estudios, los chilenos que llegaron a Canadá después del golpe de Estado en Chile trajeron consigo el activismo político, que se originó en asociaciones chilenas, asociaciones que con el tiempo se convirtieron en organizaciones de la comunidad latina en Canadá. Ejemplos de esto incluyen la vivienda cooperativa Arauco en Toronto y diversas Asociaciones y publicaciones en Alberta, así como el programa de televisión de noticias "Nosotros" y el programa de radio "Hispanoamérica" en Edmonton. En otros casos, los chilenos formaron y trabajaron en organizaciones pan-latinoamericanas que han ayudado a los refugiados políticos y económicos latinos para adaptarse a la vida en Canadá, y puede considerarse esencial en la formación de estas asociaciones.